# Rubinsky RBK
Manuel Núñez (Santo Domingo, República Dominicana, 9 de mayo de 1990) conocido musicalmente como Rubinsky RBK, es un rapero dominicano de música cristiana de Santo Domingo.
Ha colaborado con artistas como Redimi2, Lizzy Parra, Manny Montes, Dkano y otros. Participó en la canción «Trapstorno» junto a Redimi2, Natan El Profeta y El Philippe, que obtuvo 100 millones de reproducciones en YouTube.
Es considerado uno de los artistas con mayor proyección del rap cristiano en español. Algunas de sus canciones más conocidas son «Sigo aquí», «Amor y Pasión», «Na»  y «Te Necesito».

## Carrera musical
Sus inicios oficiales se remontan al año 2009 con el tema «Feliz», tema significativo del artista. A muy temprana edad formó parte de un grupo llamado "Eterna Promesa" junto a otros jóvenes, que actualmente continúan trabajando con Rubinsky. Entre 2010 y 2011 participó en más de 5 videos y más de 10 colaboraciones, una de ellas, «El Concilio», organizada por el artista puertorriqueño Maso El Presidente y su sello Un-Sin Records junto a artistas dominicanos como Blessed1, Villanova, entre otros.
En 2012, lanzó su primer disco llamado Desde El Inicio, el cual contiene 14 canciones. Este fue respaldado por el sello Un-Sin Records. Al año siguiente, se unió junto a Lara, Exo2, Atalaya y Sep7imo de Ejército de Sion como el grupo llamada Real.7 con su primera propuesta Radical The Mixtape. El 11 de marzo de 2013 lanzó su primer EP titulado El Demo. El álbum contiene 6 canciones, entre ellas «Por cada aplauso», «Quieren» y «Deja Vu». Este trabajo lo llevó a ganar el premio a Mejor Álbum Urbano en la ceremonia de los Premios El Galardón de 2014.
Escrito en Reserva, la segunda producción del artista, se estrenó el 14 de abril de 2015. Contó con la colaboración de Adams Onel, Aposento Alto, Redimi2, Melissa Capellán, Jeiby, entre otros. Participó en «La Ronda Vol. 9» de DJ Scuff junto a Lara, Natán y Philippe de Aposento Alto.
El 27 de marzo de 2018 Redimi2 lanzó el sencillo «Trapstorno», canción en la que Rubinsky RBK tuvo la oportunidad de participar junto a Natan el Profeta y Philippe. El sencillo tuvo un gran éxito e hizo que Rubinsky fuera reconocido internacionalmente. Su tercer álbum, Mejor que ayer, fue lanzado el 13 de agosto de 2018. Contó con la participación de Grace, Uptimo, Indiomar, Ammi Alba, Cales Louima y Jaydel. En ese mismo año participó en el álbum Espíritu Libre del rapero Phillippe.
El 19 de febrero de 2019 lanzó el video oficial de «La Praxis (freestyle)», tema que provocó que muchos cantantes lanzaran sus propias versiones gracias a que el tema original de Redimi2 se volvió viral. El video oficial de Rubinsky resultó ser una de las versiones más exitosas, pues logró superar el millón de reproducciones en poco tiempo.
El 23 de marzo de 2020 lanzó su cuarta producción, con el nombre Y Conoceréis La Verdad. Contó con la participación de Gran Rah, Infante, Shalondy Yireth, Niko Eme y Lucy Pelegrin. Ese mismo año lanzó el tema «911», en el que colabora con Jotta A y Daniela Araújo.
En 2022, RBK presenta su nuevo sencillo «Canciones Eternas», de su disco Conocí Una Oveja.
En 2024, formó parte del elenco de la película dominicana Justo a tiempo, junto a Vivian Fatule, Robert Green y Angelo Frilop, del Grupo Barak, Lizzy Parra, Yamilka, entre otros.

## Discografía

### Álbumes de estudio
- 2012: Desde el inicio
- 2015: Escrito en reserva
- 2018: Mejor que ayer
- 2020: Y conoceréis la verdad...
- 2022: Conocí una oveja
- 2025: Encuéntrame

### Extended Plays
- 2013: El Demo
- 2014: 2 en 1 [33]

### Álbumes colaborativos
2013: Radical The Mixtape (como Real.7)

## Premios y reconocimientos
- 2014: Premios El Galardón: Mejor Álbum Urbano por El Demo [34]
- 2017: Premios El Galardón: Artista Masculino del Año.
- 2019: Premios El Galardón: Artista Urbano del Año[35]
- 2023: Premios El Galardón: Mejor Álbum Urbano por Conocí una oveja